# Carlos López Fonseca
Carlos López Fonseca (Madrid, 12 de febrero de 1959) es un periodista y escritor español. 

## Biografía
Ha trabajado en los diarios YA y El Independiente, del que fue miembro del equipo fundacional, corresponsal de Interior, miembro del equipo de investigación y jefe de Política Nacional, y  durante dieciocho años en la revista Tiempo, de la que fue jefe de Actualidad hasta mayo de 2009. Desde entonces trabaja en la redacción del diario digital El Confidencial.
Tertuliano de los programas 24 Horas, de Radio Nacional de España (RNE); Egun On, de Euskal Telebista, Ganbara, de Radio Euskadi, y con anterioridad de La Brújula, de Onda Cero, ha colaborado también en numerosos medios de comunicación escritos y audiovisuales, e impartido conferencias sobre Periodismo y Memoria Histórica en diversas universidades y foros culturales. En 2005 fue premiado como “Periodista del Año” por la Asociación de Revistas de Información (ARI). 
Especialista en información sobre terrorismo, fenómeno que cubre desde hace más de veinticinco años, inició su carrera como escritor en 1996 con el ensayo “Negociar con ETA”, sobre las conversaciones entre el Gobierno y la banda terrorista. Experto también en la guerra civil y en varias de sus obras se centra en el papel que tuvieron las mujeres, sobre todo del bando republicano.Es también autor de Garrote vil para dos inocentes. El caso Delgado-Granados (1998); Rosario Dinamitera. Una mujer en el frente (2006),  y Trece Rosas Rojas (2004).  El libro fue llevado a la pantalla en 2007 por el director Emilio Martínez Lázaro y cosechó 4 premios Goya. Su última obra es Tiempo de memoria (2009), basada en un hecho real: el intento de asesinato del general Franco el 19 de julio de 1936. Todos ellos con la editorial Temas de Hoy (Planeta). Actualmente ultima su primera novela, cuya publicación está prevista para la primavera de 2011.[cita requerida]